# Michaił Riumin
Michaił Dmitrijewicz Riumin (ros. Михаил Дмитриевич Рюмин; ur. 19 sierpnia?/1 września 1913 we wsi Kubanije w guberni permskiej, zm. 22 lipca 1954 w Moskwie) – funkcjonariusz radzieckiego kontrwywiadu wojskowego Smiersz i organów bezpieczeństwa państwowego, m.in. zastępca ministra Bezpieczeństwa Państwowego Wiktora Abakumowa w połowie 1951.

## Życiorys
Skończył 8 klas szkoły podstawowej. Przed wybuchem wojny niemiecko-radzieckiej był rachmistrzem i księgowym w artelu rolnym i w rejonowym urządzie łączności w Swierdłowsku. W połowie lat 30. odbył służbę wojskową w Armii Czerwonej. Od 1939 kandydat WKP(b). W 1941 powołany do wojska, rozpoczął służbę w kontrwywiadzie w Archangielsku. We wrześniu 1941 skończył przyśpieszony kurs i został oficerem śledczym w Oddziale Specjalnym NKWD Archangielskiego Okręgu Wojskowego. W 1944, ściągnięty do kierowanego przez Wiktora Abakumowa kontrwywiadu wojskowego Smiersz, organu zajmującego się prowadzeniem operacji kontrwywiadowczych, zwalczaniem zdrajców, dezerterów, ochroną szeregów Armii Czerwonej przed penetracją obcego wywiadu oraz zwalczaniem agitacji wywrotowej – zadaniami, które jeszcze przed 1943 r. leżały w kompetencji NKWD i Ludowego Komisariatu Bezpieczeństwa Państwowego.
Po zakończeniu II wojny światowej członek gabinetu Józefa Stalina ds. bezpieczeństwa państwowego. W połowie 1951 został pułkownikiem i zastąpił Jewgienija Pitowranowa na stanowisku zastępcy ówczesnego ministra Bezpieczeństwa Państwowego, Wiktora Abakumowa. Na polecenie Józefa Stalina z ramienia MGB prowadził tzw. sprawę spisku lekarzy, aby uzyskać zadowalające zeznania od aresztowanych, poddawał ich okrutnym torturom, w niektórych przypadkach także ich rodziny.
Był odznaczony Orderem Wojny Ojczyźnianej II stopnia, Orderem Czerwonej Gwiazdy i medalami.
Po śmierci Stalina i późniejszym uwięzieniu i rozstrzelaniu Ławrientija Berii przez spiskowców, na czele których stał Nikita Chruszczow, jako człowiek Berii został aresztowany i 7 lipca 1954 skazany na śmierć. 19 lipca 1954 odrzucono wniosek o ułaskawienie a 3 dni później wyrok wykonano.